# Tom Stiansen
Tom Stiansen (* 3. September 1970 in Oslo) ist ein ehemaliger norwegischer Skirennläufer und Fernsehmoderator.

## Biografie

### Sportkarriere
Sein größter Erfolg war der Gewinn der Weltmeisterschaften 1997 im Slalom in Sestriere. Im Skiweltcup war er von 1992 bis 2005 aktiv. Am 1. Dezember 1996 gewann er in Breckenridge (USA) seinen einzigen Weltcupslalom.

### Fernsehkarriere
Im Jahr 2006 begann er seine Tätigkeit als Moderator der bei TVNorge ausgestrahlten Realityshow 71° Nord. Ab 2010 übernahm er auch die Moderation der Promiausgabe der Show. Im Jahr 2023 wurde er für seine Moderationstätigkeit in der Kategorie „Bester Moderator – Reality und Lifestyle“ beim Fernsehpreis Gullruten nominiert.

## Erfolge

### Olympische Spiele
- Albertville 1992: 8. Super-G
- Nagano 1998: 4. Slalom, 17. Riesenslalom
- Salt Lake City 2002: 12. Slalom

### Weltmeisterschaften
- Sierra Nevada 1996: 13. Slalom
- Sestriere 1997: 1. Slalom
- Vail/Beaver Creek 1999: 14. Riesenslalom
- St. Moritz 2003: 8. Slalom

### Weltcupwertungen
| Saison  | Gesamt | Gesamt | Super-G | Super-G | Riesenslalom | Riesenslalom | Slalom | Slalom | Kombination | Kombination |
| Saison  | Platz  | Punkte | Platz   | Punkte  | Platz        | Punkte       | Platz  | Punkte | Platz       | Punkte      |
| ------- | ------ | ------ | ------- | ------- | ------------ | ------------ | ------ | ------ | ----------- | ----------- |
| 1991/92 | 78.    | 73     | 24.     | 73      | –            | –            | –      | –      | –           | –           |
| 1992/93 | 70.    | 106    | 19.     | 77      | 37.          | 17           | –      | –      | 30.         | 12          |
| 1993/94 | 145.   | 2      | 49.     | 2       | –            | –            | –      | –      | –           | –           |
| 1995/96 | 28.    | 272    | –       | –       | 10.          | 218          | 30.    | 54     | –           | –           |
| 1996/97 | 26.    | 339    | –       | –       | 27.          | 43           | 7.     | 296    | –           | –           |
| 1997/98 | 38.    | 238    | –       | –       | 45.          | 13           | 10.    | 185    | –           | –           |
| 1998/99 | 35.    | 216    | –       | –       | 49.          | 7            | 10.    | 209    | –           | –           |
| 1999/00 | 77.    | 69     | –       | –       | 47.          | 6            | 34.    | 63     | –           | –           |
| 2000/01 | 95.    | 44     | –       | –       | –            | –            | 34.    | 44     | –           | –           |
| 2001/02 | 40.    | 187    | –       | –       | –            | –            | 11.    | 187    | –           | –           |
| 2002/03 | 47.    | 169    | –       | –       | –            | –            | 14.    | 169    | –           | –           |
| 2003/04 | 38.    | 216    | –       | –       | –            | –            | 11.    | 216    | –           | –           |
| 2004/05 | 136.   | 8      | –       | –       | –            | –            | 55.    | 8      | –           | –           |

### Weltcupsiege
Stiansen errang 7 Podestplätze, davon 1 Sieg:
| Datum            | Ort          | Land | Disziplin |
| ---------------- | ------------ | ---- | --------- |
| 1. Dezember 1996 | Breckenridge | USA  | Slalom    |

### Weitere Erfolge
- 1 Sieg im Nor-Am Cup